# Uki-e

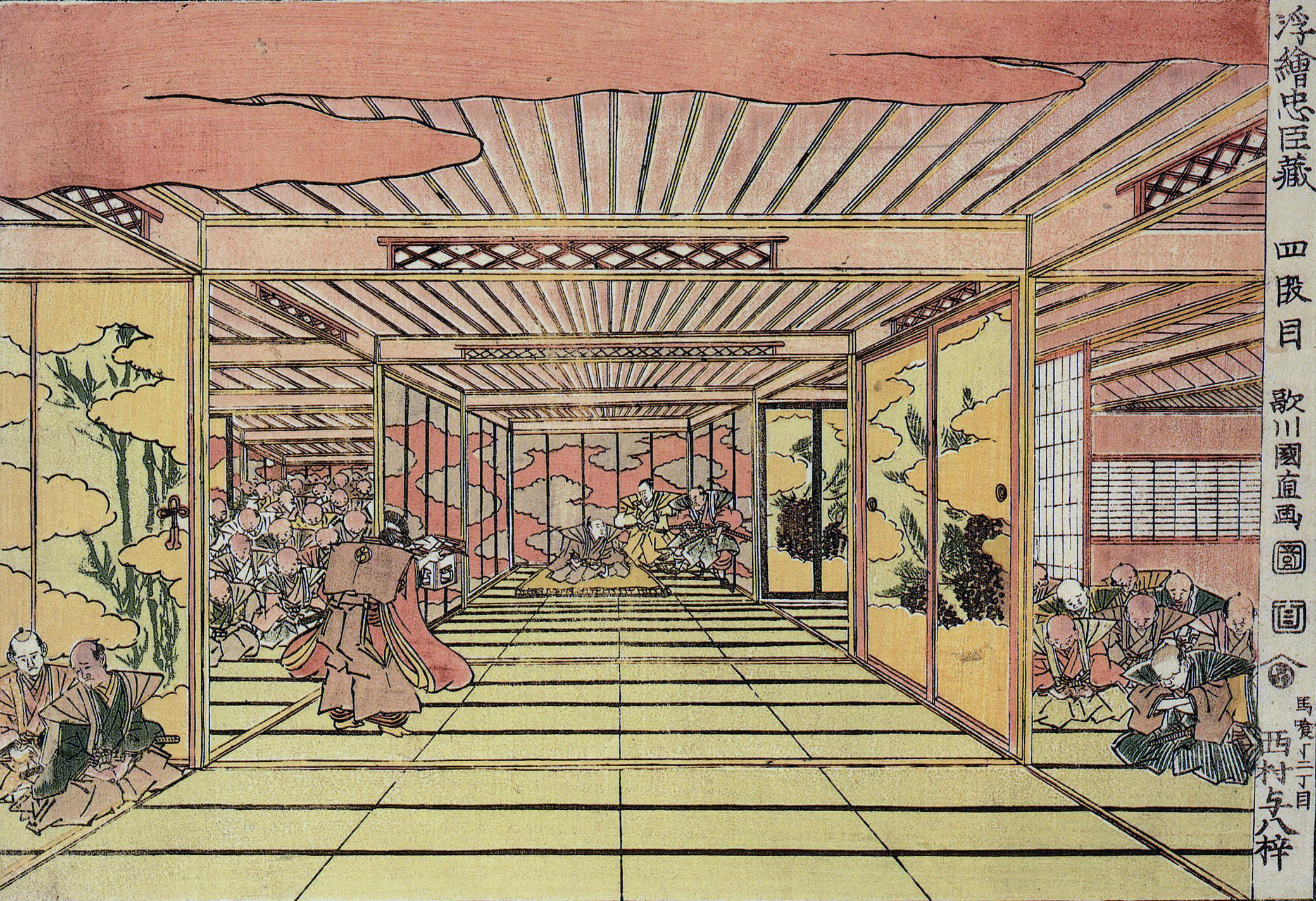
De Utagawa Kuninao, Acto cuarto (Shindamme), de la serie uki-e Chūshingura (c. 1820). Colección del Cincinnati Art Museum

Uki-e ( en japonés 浮絵, literalmente cuadro flotante, y por extensión cuadro en perspectiva) es un género de la xilografía japonesa que utiliza las Convenciones Occidentales de la perspectiva lineal. Aunque nunca pasó de ser un género menor, a los artistas japoneses dibujaron y grabaron cuadros en perspectiva a partir de su introducción a finales de la década de 1730, Hasta La mitad del siglo XIX.
Hacia el 1739, Okumura Masanobu estudió los grabados europeos a fin de aprender las reglas de la perspectiva. Sus grabados se hicieron camino en Japón a través de Dejima o de China. Masanobu fue el primero en aplicar el término uki-e a las imágenes en perspectiva, y Utagawa Toyoharu terminó de desarrollar esta forma a finales de la década de 1750, cuando hizo xilografías en color que eran copias de grabados de Canaletto y Guarde. Toyoharu también fue el primero en adaptar estas técnicas a los temas japoneses.
El interior de los teatros kabuki era un tema común en los grabados uki-e; las escenas de interior son agradecidas a esta técnica porque es más fácil de aplicar un punto de fuga a la arquitectura que a un paisaje.